# Ceratina oxalidis
Ceratina oxalidis är en biart som beskrevs av Carlos Schrottky 1907. Ceratina oxalidis ingår i släktet märgbin, och familjen långtungebin. Inga underarter finns listade i Catalogue of Life.